# After Crying
After Crying é uma banda de rock sinfônico húngara formada em 1986. Utilizam instrumentos clássicos com violoncelo, trompete, piano e flauta, a instrumentos modernos de bandas de rock.

## História
O After Crying possui história desde final dos anos 1970, com apresentações e ensaios de músicos fortemente influenciados pela música erudita e também do rock progressivo. Em 1986 a banda foi formada oficialmente. Devido às dificuldade com a censura comunista na Hungria, somente com o final do regime em 1989 o grupo pode gravar e lançar seus trabalhos.
Em 1990 foi lançado o primeiro álbum, Overground Music, um trabalho acústico utilizando instrumentos como violoncelo, violino, viola, piano e trompete. O grupo parecia mais uma orquestra de câmara que uma banda, ainda que as influências era um misto de música erudita, elementos regionais da Hungria, jazz, Frank Zappa e King Crimson. O álbum não teve repercussão muito grande.
O segundo álbum Megalázottak és megszomorítottak (que significa "humilhados e ofendidos"), lançado em 1992, mostrou-se um trabalho mais evoluído, mais voltado ao rock progressivo, ainda que contando com elementos eruditos. O álbum consolidou a banda na cena do rock progressivo.
Em 1994 foi lançado mais um álbum Föld és ég, marcando mudanças na direção musical da banda. Com a presença de baixos e guitarras, a sonoridade do álbum é diretamente ligada ao rock, com muitas influências de Emerson, Lake and Palmer. Durante a turnê do mesmo álbum, o líder da banda Csaba Vedres deixa o grupo. O próximo álbum, De Profundis (1996), mostra a mesma linha do álbum anterior.
Os próximos álbuns de estúdio, 6 (1997) e Show (2003), eram mais acessíveis comercialmente, o que foi considerado como decepcionante para os fãs da antiga fase, ainda que são considerados álbuns de muita qualidade.

## Integrantes

### Membros atuais
- Zoltán Bátky - vocal (desde 2002)
- Gábor Egervári - flauta e narração (desde 1986)
- Csaba Erős - piano, teclado (desde 2011)
- András Ádám Horváth - guitarra, sintetizador (desde 2012)
- Zsolt Madai - bateria, percussão e vibrafone (desde 1998)
- Péter Pejtsik - composição, orquestração, violoncelo, baixo e vocal (desde 1986)
- Balázs Winkler - composição, orquestração, trompete e teclado (desde 1992, com participações em 1990-1991)

### Membros antigos
- Csaba Vedres (1986 - 1994)

## Discografia

### Álbuns de estúdio
- 1990 - Overground Music
- 1992 - Megalázottak és megszomorítottak
- 1994 - Föld és ég
- 1996 - De Profundis
- 1997 - 6
- 2003 - Show
- 2011 - Creatura

### Ao vivo
- 2000 - Struggle for Life
- 2000 - Struggle for Life - essential
- 2001 - Bootleg Symphony Koncertszimfónia - apresentação no Liszt Ferenc Academy of Music
- 2013 - XXV - anniversary live concert album

### Compilações
- 1996 - Elsõ évtized
- 1998 - Almost Pure Instrumental